# 奧克布魯克 (肯塔基州)
奧克布魯克（英語：Oakbrook）是位於美國肯塔基州布恩縣的一個人口普查指定地區。

## 人口
根據2020年美國人口普查的數據，奧克布魯克的面積為8.29平方千米，當中陸地面積為8.28平方千米，而水域面積為0.01平方千米。當地共有人口9268人，而人口密度為每平方千米1,117.97人。